# Olympische Sommerspiele 2024/Teilnehmer (Kolumbien)
| Gelbes Symbol für Goldmedaillen mit stilisierten Olympischen Ringen | Graues Symbol für Silbermedaillen mit stilisierten Olympischen Ringen | Braundes Symbol für Bronzemedaillen mit stilisierten Olympischen Ringen |
| ------------------------------------------------------------------- | --------------------------------------------------------------------- | ----------------------------------------------------------------------- |
| —                                                                   | 3                                                                     | 1                                                                       |

Kolumbien nahm an den Olympischen Spielen 2024 vom 26. Juli bis zum 11. August 2024 in Paris teil. Es war die insgesamt 21. Teilnahme an Olympischen Sommerspielen.

## Medaillen

### Medaillenspiegel
| Rang   | Sportart     | Gold | Silber | Bronze | Gesamt |
| ------ | ------------ | ---- | ------ | ------ | ------ |
| 1      | Gewichtheben | 0    | 2      | 0      | 2      |
| 2      | Gerätturnen  | 0    | 1      | 0      | 1      |
| 3      | Ringen       | 0    | 0      | 1      | 1      |
| Gesamt | Gesamt       | 0    | 3      | 1      | 4      |

### Medaillengewinner
| Name             | Sportart     | Wettkampf             |
| ---------------- | ------------ | --------------------- |
| Silber           |              |                       |
| Ángel Barajas    | Turnen       | Reck                  |
| Yeison López     | Gewichtheben | Klasse bis 71 kg      |
| Mari Sánchez     | Gewichtheben | Klasse bis 89 kg      |
| Bronze           |              |                       |
| Tatiana Rentería | Ringen       | Freier Stil bis 76 kg |

## Teilnehmer nach Sportarten

### Bogenschießen
Beim Panamerikanisches Qualifikationsturnier konnte sich die kolumbianische Männermannschaft qualifizieren, wodurch auch drei Bogenschützen in den Einzelwettbewerben an den Start gehen konnten. Bei den Panamerikanischen Spielen 2023 konnte zudem ein Platz im Einzel der Frauen gewonnen werden. Damit kann Kolumbien auch im Mixed-Wettbewerb an den Start gehen.
| Athleten                                        | Wettbewerb | Qualifikation | Qualifikation | 1. Runde        | 1. Runde | 2. Runde      | 2. Runde      | Achtelfinale  | Achtelfinale  | Viertelfinale | Viertelfinale | Halbfinale    | Halbfinale    | Finale / Platz 3 | Finale / Platz 3 | Rang |
| Athleten                                        | Wettbewerb | Ringe         | Rang          | Gegner          | Ergebnis | Gegner        | Ergebnis      | Gegner        | Ergebnis      | Gegner        | Ergebnis      | Gegner        | Ergebnis      | Gegner           | Ergebnis         | Rang |
| ----------------------------------------------- | ---------- | ------------- | ------------- | --------------- | -------- | ------------- | ------------- | ------------- | ------------- | ------------- | ------------- | ------------- | ------------- | ---------------- | ---------------- | ---- |
| Frauen                                          |            |               |               |                 |          |               |               |               |               |               |               |               |               |                  |                  |      |
| Ana Rendón                                      | Einzel     | 649           | 36            | Lei C.-y.       | 1:7      | ausgeschieden | ausgeschieden | ausgeschieden | ausgeschieden | ausgeschieden | ausgeschieden | ausgeschieden | ausgeschieden | ausgeschieden    | ausgeschieden    | 33   |
| Männer                                          |            |               |               |                 |          |               |               |               |               |               |               |               |               |                  |                  |      |
| Santiago Arcila                                 | Einzel     | 673           | 15            | P. Klein        | 6:4      | D. Olaru      | 6:2           | Kim J.-d.     | 4:6           | ausgeschieden | ausgeschieden | ausgeschieden | ausgeschieden | ausgeschieden    | ausgeschieden    | 9    |
| Jorge Enríquez                                  | Einzel     | 655           | 43            | D. Schangbyrbai | 7:3      | M. Grande     | 2:6           | ausgeschieden | ausgeschieden | ausgeschieden | ausgeschieden | ausgeschieden | ausgeschieden | ausgeschieden    | ausgeschieden    | 17   |
| Andrés Hernández                                | Einzel     | 642           | 56            | T. Chirault     | 1:7      | ausgeschieden | ausgeschieden | ausgeschieden | ausgeschieden | ausgeschieden | ausgeschieden | ausgeschieden | ausgeschieden | ausgeschieden    | ausgeschieden    | 33   |
| Santiago Arcila Jorge Enriquez Andrés Hernández | Mannschaft | 1970          | 11            | —               | —        | —             | —             | Türkei        | 4:5           | ausgeschieden | ausgeschieden | ausgeschieden | ausgeschieden | ausgeschieden    | ausgeschieden    | 9    |
| Mixed                                           |            |               |               |                 |          |               |               |               |               |               |               |               |               |                  |                  |      |
| Ana Rendón Santiago Arcila                      | Mannschaft | 1322          | 15            | —               | —        | —             | —             | Deutschland   | 4:5           | ausgeschieden | ausgeschieden | ausgeschieden | ausgeschieden | ausgeschieden    | ausgeschieden    | 9    |

### Boxen
Bei den Panamerikanischen Spielen 2023 konnten drei kolumbianische Boxer Startplätze für die Olympischen Spiele gewinnen. Beim ersten internationalen Qualifikationsturnier qualifizierten sich zudem Íngrit Valencia und Yilmar González.
| Athleten         | Wettbewerb       | 1. Runde   | 1. Runde | Achtelfinale  | Achtelfinale | Viertelfinale | Viertelfinale | Halbfinale    | Halbfinale    | Finale        | Finale        | Rang |
| Athleten         | Wettbewerb       | Gegner     | Ergebnis | Gegner        | Ergebnis     | Gegner        | Ergebnis      | Gegner        | Ergebnis      | Gegner        | Ergebnis      | Rang |
| ---------------- | ---------------- | ---------- | -------- | ------------- | ------------ | ------------- | ------------- | ------------- | ------------- | ------------- | ------------- | ---- |
| Frauen           |                  |            |          |               |              |               |               |               |               |               |               |      |
| Íngrit Valencia  | Klasse bis 50 kg | O. Jesügen | 5:0      | M. Suraci     | 5:0          | N. Qysaibai   | 1:4           | ausgeschieden | ausgeschieden | ausgeschieden | ausgeschieden | 5    |
| Yeni Arias       | Klasse bis 54 kg | Freilos    | Freilos  | Preeti Pawar  | 3:2          | Im A.-j.      | 2:3           | ausgeschieden | ausgeschieden | ausgeschieden | ausgeschieden | 5    |
| Valeria Arboleda | Klasse bis 57 kg | Freilos    | Freilos  | Xu Z.         | 2:3          | ausgeschieden | ausgeschieden | ausgeschieden | ausgeschieden | ausgeschieden | ausgeschieden | 9    |
| Angie Valdes     | Klasse bis 60 kg | Freilos    | Freilos  | D. Sadiku     | 3:2          | K. Harrington | 0:5           | ausgeschieden | ausgeschieden | ausgeschieden | ausgeschieden | 5    |
| Männer           |                  |            |          |               |              |               |               |               |               |               |               |      |
| Yilmar González  | Klasse bis 57 kg | Freilos    | Freilos  | Shudai Harada | 0:5          | ausgeschieden | ausgeschieden | ausgeschieden | ausgeschieden | ausgeschieden | ausgeschieden | 9    |

### Fechten
Als bester amerikanischer Degenfechter der Qualifikationsrangliste, dessen Mannschaft sich nicht qualifizieren konnte, erhielt Jhon Édison Rodríguez einen persönlichen Startplatz für die Olympischen Spiele.
| Athleten              | Wettbewerb   | 1. Runde | 1. Runde | 2. Runde    | 2. Runde | Achtelfinale  | Achtelfinale  | Viertelfinale | Viertelfinale | Halbfinale / Klassifikation | Halbfinale / Klassifikation | Finale / Platzierung | Finale / Platzierung | Rang |
| Athleten              | Wettbewerb   | Gegner   | Ergebnis | Gegner      | Ergebnis | Gegner        | Ergebnis      | Gegner        | Ergebnis      | Gegner                      | Ergebnis                    | Gegner               | Ergebnis             | Rang |
| --------------------- | ------------ | -------- | -------- | ----------- | -------- | ------------- | ------------- | ------------- | ------------- | --------------------------- | --------------------------- | -------------------- | -------------------- | ---- |
| Männer                |              |          |          |             |          |               |               |               |               |                             |                             |                      |                      |      |
| Jhon Édison Rodríguez | Degen Einzel | Freilos  | Freilos  | M. El-Sayed | 7:15     | ausgeschieden | ausgeschieden | ausgeschieden | ausgeschieden | ausgeschieden               | ausgeschieden               | ausgeschieden        | ausgeschieden        | 26   |

### Fußball
Durch den Finaleinzug bei der Südamerikameisterschaft 2022 qualifizierten sich Kolumbiens Fußballerinnen für das olympische Turnier.
| Wettbewerb      | Frauen (Spiele/Tore) |
| --------------- | --- |
| Athleten        | Carolina Arias (4/0) Daniela Arias (4/0) Ángela Barón (0/0) Linda Caicedo (4/0) Jorelyn Carabalí (4/0) Daniela Caracas (2/0) Ilana Izquierdo (3/0) Yirleidis Minota (4/0) Daniela Montoya Quiroz (4/0) Manuela Paví (4/1) Catalina Pérez Jaramillo (0/0) Mayra Ramírez (2/1) Marcela Restrepo (4/1) Liana Salazar (2/0) Leicy Santos (4/2) Katherine Tapia (4/0) Catalina Usme (3/1) Manuela Vanegas (4/0) |
| Trainer         | Angelo Marsiglia |
| P-Akkreditierte | Lady Andrade Wendy Bonilla María Camila Reyes Sandra Sepúlveda |
| Gruppenphase    | Frankreich (2:3) Neuseeland (2:0) Kanada (0:1) |
| Viertelfinale   | Spanien (2:2 n. V.; 2:4 i. E.) |
| Halbfinale      | ausgeschieden |
| Finale          | ausgeschieden |
| Rang            | 8 |

### Gewichtheben
Über die olympische Qualifikationsrangliste der IWF konnten sich vier kolumbianische Gewichtheber für die Olympischen Spiele qualifizieren.
| Athleten             | Wettbewerb       | Reißen  | Reißen | Stoßen                | Stoßen                | Zweikampf     | Zweikampf     | Rang   |
| Athleten             | Wettbewerb       | Gewicht | Rang   | Gewicht               | Rang                  | Gewicht       | Rang          | Rang   |
| -------------------- | ---------------- | ------- | ------ | --------------------- | --------------------- | ------------- | ------------- | ------ |
| Frauen               |                  |         |        |                       |                       |               |               |        |
| Yenny Álvarez        | Klasse bis 59 kg | 105 kg  | 3      | ohne gültigen Versuch | ohne gültigen Versuch | ausgeschieden | ausgeschieden | DNF    |
| Mari Sánchez         | Klasse bis 71 kg | 112 kg  | 4      | 145 kg                | 2                     | 257 kg        | 2             | Silber |
| Männer               |                  |         |        |                       |                       |               |               |        |
| Luis Javier Mosquera | Klasse bis 73 kg | 155 kg  | 3      | 185 kg                | 7                     | 340 kg        | 5             | 5      |
| Yeison López         | Klasse bis 89 kg | 180 kg  | 2      | 210 kg                | 3                     | 390 kg        | 2             | Silber |

### Golf
Über das Olympic Golf Ranking der IGF qualifizierten sich drei kolumbianische Golfer für die Olympischen Spiele.
| Athleten        | Runde 1 | Runde 2 | Runde 3 | Runde 4 | Gesamt | Par | Rang |
| --------------- | ------- | ------- | ------- | ------- | ------ | --- | ---- |
| Frauen          |         |         |         |         |        |     |      |
| Mariajo Uribe   | 70      | 70      | 71      | 73      | 284    | −4  | 10   |
| Männer          |         |         |         |         |        |     |      |
| Camilo Villegas | 76      | 74      | 72      | 71      | 293    | +9  | 57   |
| Nico Echavarría | 74      | 69      | 71      | 68      | 282    | −2  | 35   |

### Judo
Über die IJF-Weltrangliste konnte sich eine kolumbianische Judoka im Superleichtgewicht der Frauen qualifizieren.
| Athleten    | Wettbewerb       | 1. Runde  | 1. Runde | 2. Runde | 2. Runde | Achtelfinale  | Achtelfinale  | Viertelfinale | Viertelfinale | Halbfinale / Trostrunde | Halbfinale / Trostrunde | Finale / Platz 3 | Finale / Platz 3 | Rang |
| Athleten    | Wettbewerb       | Gegner    | Ergebnis | Gegner   | Ergebnis | Gegner        | Ergebnis      | Gegner        | Ergebnis      | Gegner                  | Ergebnis                | Gegner           | Ergebnis         | Rang |
| ----------- | ---------------- | --------- | -------- | -------- | -------- | ------------- | ------------- | ------------- | ------------- | ----------------------- | ----------------------- | ---------------- | ---------------- | ---- |
| Frauen      |                  |           |          |          |          |               |               |               |               |                         |                         |                  |                  |      |
| Erika Lasso | Klasse bis 48 kg | Lin C.-h. | 0:10     | —        | —        | ausgeschieden | ausgeschieden | ausgeschieden | ausgeschieden | ausgeschieden           | ausgeschieden           | ausgeschieden    | ausgeschieden    | 17   |

### Kanu
Beim panamerikanischen Qualifikationsevent konnte ein Startplatz im C1 der Frauen gewonnen werden.

#### Kanurennsport
| Athleten      | Wettbewerb | Vorlauf | Vorlauf | Viertelfinale | Viertelfinale | Halbfinale    | Halbfinale    | A/B-Finale    | A/B-Finale    | Rang |
| Athleten      | Wettbewerb | Zeit    | Rang    | Zeit          | Rang          | Zeit          | Rang          | Zeit          | Rang          | Rang |
| ------------- | ---------- | ------- | ------- | ------------- | ------------- | ------------- | ------------- | ------------- | ------------- | ---- |
| Frauen        |            |         |         |               |               |               |               |               |               |      |
| Manuela Gómez | C1 200 m   | 49,87 s | 6       | 49,54 s       | 4             | ausgeschieden | ausgeschieden | ausgeschieden | ausgeschieden | 26   |

### Leichtathletik
Kolumbianische Leichtathleten hatten die Olympianormen des Weltverbandes in acht Disziplinen erreicht.
Laufen und Gehen
| Athleten                     | Wettbewerb          | Vorlauf | Vorlauf | Hoffnungslauf | Hoffnungslauf | Halbfinale    | Halbfinale    | Finale        | Finale        | Rang          |
| Athleten                     | Wettbewerb          | Zeit    | Rang    | Zeit          | Rang          | Zeit          | Rang          | Zeit          | Rang          | Rang          |
| ---------------------------- | ------------------- | ------- | ------- | ------------- | ------------- | ------------- | ------------- | ------------- | ------------- | ------------- |
| Frauen                       |                     |         |         |               |               |               |               |               |               |               |
| Evelis Aguilar               | 400 m               | 53,36 s | 7       | 52,86 s       | 7             | ausgeschieden | ausgeschieden | ausgeschieden | ausgeschieden | ausgeschieden |
| Lina Licona                  | 400 m               | 51,85 s | 6       | 51,90 s       | 4             | ausgeschieden | ausgeschieden | ausgeschieden | ausgeschieden | ausgeschieden |
| Angie Orjuela                | Marathon            | —       | —       | —             | —             | —             | —             | 2:42:57 h     | 75            | 75            |
| Sandra Arenas                | 20 km Gehen         | —       | —       | —             | —             | —             | —             | 1:27:03 h     | 4             | 4             |
| Männer                       |                     |         |         |               |               |               |               |               |               |               |
| Ronal Longa                  | 100 m               | 10,29 s | 7       | —             | —             | ausgeschieden | ausgeschieden | ausgeschieden | ausgeschieden | ausgeschieden |
| Jhonny Rentería              | 100 m               | 10,38 s | 8       | —             | —             | ausgeschieden | ausgeschieden | ausgeschieden | ausgeschieden | ausgeschieden |
| Anthony Zambrano             | 400 m               | 45,49 s | 7       | DNS           | DNS           | ausgeschieden | ausgeschieden | ausgeschieden | ausgeschieden | ausgeschieden |
| Mixed                        |                     |         |         |               |               |               |               |               |               |               |
| Mateo Romero Sandra Arenas   | Gehen Mixed-Staffel | —       | —       | —             | —             | —             | —             | 2:57:54 h     | 12            | 12            |
| César Herrera Laura Chalarca | Gehen Mixed-Staffel | —       | —       | —             | —             | —             | —             | 3:03:56 h     | 19            | 19            |

Springen und Werfen
| Athleten              | Wettbewerb | Qualifikation | Qualifikation | Finale        | Finale        | Rang |
| Athleten              | Wettbewerb | Weite/Höhe    | Rang          | Weite/Höhe    | Rang          | Rang |
| --------------------- | ---------- | ------------- | ------------- | ------------- | ------------- | ---- |
| Frauen                |            |               |               |               |               |      |
| Natalia Linares       | Weitsprung | 6,40 m        | 22            | ausgeschieden | ausgeschieden | 22   |
| Mayra Gaviria         | Hammerwurf | ogV           | ogV           | ausgeschieden | ausgeschieden | ―    |
| María Lucelly Murillo | Speerwurf  | 60,38 m       | 16            | ausgeschieden | ausgeschieden | 16   |
| Flor Ruíz             | Speerwurf  | 64,40 m       | 3             | 63,00 m       | 5             | 5    |
| Männer                |            |               |               |               |               |      |
| Arnovis Dalmero       | Weitsprung | 7,92 m        | 10            | 7,83 m        | 11            | 11   |
| Geiner Moreno         | Dreisprung | 16,40 m       | 23            | ausgeschieden | ausgeschieden | 23   |
| Mauricio Ortega       | Diskuswurf | 61,97 m       | 18            | ausgeschieden | ausgeschieden | 18   |

Mehrkampf 
| Athletinnen   | 100 m Hürden | 100 m Hürden | Hochsprung | Hochsprung | Kugelstoßen | Kugelstoßen | 200 m   | 200 m  | Weitsprung | Weitsprung | Speerwurf | Speerwurf | 800 m       | 800 m  | Punkte | Rang |
| Athletinnen   | Zeit         | Punkte       | Höhe       | Punkte     | Weite       | Punkte      | Zeit    | Punkte | Weite      | Punkte     | Weite     | Punkte    | Zeit        | Punkte | Punkte | Rang |
| ------------- | ------------ | ------------ | ---------- | ---------- | ----------- | ----------- | ------- | ------ | ---------- | ---------- | --------- | --------- | ----------- | ------ | ------ | ---- |
| Siebenkampf   |              |              |            |            |             |             |         |        |            |            |           |           |             |        |        |      |
| Martha Araújo | 13,15 s      | 1102         | 1,71 m     | 867        | 14,15 m     | 804         | 24,46 s | 937    | 6,61 m     | 1043       | 45,67 m   | 776       | 2:17,55 min | 857    | 6386   | 7    |

### Radsport
Über die UCI-Straßen-Weltrangliste nach Nationen erhielt Kolumbien zwei Startplätze für das Straßenrennen der Männer und einen für das Straßenrennen der Frauen. Zudem durfte ein Athlet im Einzelzeitfahren der Männer an den Start gehen. Auf der Bahn konnte man sich über die verschiedenen Qualifikationsranglisten Quotenplätze für fünf Wettbewerbe sichern. Über die Mountainbike-WM 2023 wurde zudem Kolumbien ein Startplatz für den Wettbewerb der Männer zugeteilt. Im BMX-Rennsport qualifizierte man sich über die Qualifikationsranglisten mit zwei Frauen und drei Männern für die Olympischen Spiele. Über die Urban-Cycling-Weltmeisterschaften 2023 erhielt Kolumbien einen Startplatz im BMX-Freestyle der Frauen.

#### Bahn
| Athleten         | Wettbewerb | Rang | Details                                                                                        |
| ---------------- | ---------- | ---- | ---------------------------------------------------------------------------------------------- |
| Frauen           |            |      |                                                                                                |
| Martha Bayona    | Sprint     | 7    |                                                                                                |
| Martha Bayona    | Keirin     | 23   |                                                                                                |
| Stefany Cuadrado | Sprint     | 17   |                                                                                                |
| Stefany Cuadrado | Keirin     | 23   |                                                                                                |
| Männer           |            |      |                                                                                                |
| Cristian Ortega  | Sprint     | 13   |                                                                                                |
| Cristian Ortega  | Keirin     | 7    |                                                                                                |
| Kevin Quintero   | Sprint     | 25   |                                                                                                |
| Kevin Quintero   | Keirin     | 16   |                                                                                                |
| Fernando Gaviria | Omnium     | 17   | Scratch: 2 Punkte Temporennen: 14 Punkte Ausscheidungsfahren: 26 Punkte Punktefahren: 0 Punkte |

#### Straße
| Athleten               | Wettbewerb    | Zeit      | Rang |
| ---------------------- | ------------- | --------- | ---- |
| Frauen                 |               |           |      |
| Paula Patiño           | Straßenrennen | 4:07:16 h | 50   |
| Männer                 |               |           |      |
| Santiago Buitrago      | Straßenrennen | 6:21:49 h | 19   |
| Daniel Felipe Martínez | Straßenrennen | 6:21:54 h | 25   |

#### Mountainbike
| Athleten    | Wettbewerb    | Zeit      | Rang |
| ----------- | ------------- | --------- | ---- |
| Männer      |               |           |      |
| Diego Arias | Cross-Country | 1:35:13 h | 31   |

#### BMX-Rennsport
| Athleten       | Wettbewerb | Viertelfinale | Viertelfinale | Last Chance Race | Last Chance Race | Halbfinale    | Halbfinale    | Finale        | Finale        | Rang |
| Athleten       | Wettbewerb | Punkte        | Rang          | Zeit             | Rang             | Punkte        | Rang          | Zeit          | Rang          | Rang |
| -------------- | ---------- | ------------- | ------------- | ---------------- | ---------------- | ------------- | ------------- | ------------- | ------------- | ---- |
| Frauen         |            |               |               |                  |                  |               |               |               |               |      |
| Gabriela Bolle | BMX-Rennen | 16            | 13            | 37,373 s         | 3                | 19            | 6             | ausgeschieden | ausgeschieden | 14   |
| Mariana Pajón  | BMX-Rennen | 16            | 14            | 36,015 s         | 1                | 15            | 6             | ausgeschieden | ausgeschieden | 9    |
| Männer         |            |               |               |                  |                  |               |               |               |               |      |
| Diego Arboleda | BMX-Rennen | 13            | 11            | ―                | ―                | 18            | 5             | ausgeschieden | ausgeschieden | 12   |
| Mateo Carmona  | BMX-Rennen | 11            | 9             | ―                | ―                | 10            | 3             | 33,166 s      | 6             | 6    |
| Carlos Ramírez | BMX-Rennen | 16            | 16            | DNF              | 8                | ausgeschieden | ausgeschieden | ausgeschieden | ausgeschieden | 20   |

#### BMX-Freestyle
| Athleten            | Wettbewerb | Qualifikation | Qualifikation | Finale | Finale |
| Athleten            | Wettbewerb | Punkte        | Rang          | Punkte | Rang   |
| ------------------- | ---------- | ------------- | ------------- | ------ | ------ |
| Frauen              |            |               |               |        |        |
| Queensaray Villegas | Freestyle  | 84,42         | 6             | 88,00  | 4      |

### Reiten
Bei den Panamerikanischen Spiele 2023 gewann Kolumbien einen Einzelstartplatz im Springreiten.

#### Springreiten
| Athleten   | Wettbewerb | Strafpunkte   | Strafpunkte   | Strafpunkte   | Strafpunkte   | Strafpunkte   | Strafpunkte   | Rang |
| Athleten   | Wettbewerb | Einzelwertung | Einzelwertung | Einzelwertung | Nationenpreis | Nationenpreis | Nationenpreis | Rang |
| Athleten   | Wettbewerb | 1. Umlauf     | 2. Umlauf     | Stechen       | 1. Umlauf     | 2. Umlauf     | Stechen       | Rang |
| ---------- | ---------- | ------------- | ------------- | ------------- | ------------- | ------------- | ------------- | ---- |
| René López | Einzel     | 39            | ausgeschieden | ausgeschieden | —             | —             | —             | 66   |

### Ringen
Bei den Weltmeisterschaften 2023 in Belgrad konnte sich Kolumbien für den Wettbewerb bis 76 kg bei den Frauen qualifizieren. Beim amerikanischen Qualifikationsturnier in Acapulco konnten Startplätze in drei weiteren Gewichtsklassen erreicht werden.

#### Freier Stil
Legende: G = Gewonnen, V = Verloren, S = Schultersieg
| Athleten         | Wettbewerb       | Achtelfinale | Achtelfinale | Viertelfinale    | Viertelfinale | Halbfinale    | Halbfinale    | Hoffnungsrunde Halbfinale | Hoffnungsrunde Halbfinale | Hoffnungsrunde Finale | Hoffnungsrunde Finale | Finale        | Finale        | Rang   |
| Athleten         | Wettbewerb       | Gegner       | Ergebnis     | Gegner           | Ergebnis      | Gegner        | Ergebnis      | Gegner                    | Ergebnis                  | Gegner                | Ergebnis              | Gegner        | Ergebnis      | Rang   |
| ---------------- | ---------------- | ------------ | ------------ | ---------------- | ------------- | ------------- | ------------- | ------------------------- | ------------------------- | --------------------- | --------------------- | ------------- | ------------- | ------ |
| Frauen           |                  |              |              |                  |               |               |               |                           |                           |                       |                       |               |               |        |
| Alisson Cardozo  | Klasse bis 50 kg | G. Dilytė    | 0:6          | ausgeschieden    | ausgeschieden | ausgeschieden | ausgeschieden | ausgeschieden             | ausgeschieden             | ausgeschieden         | ausgeschieden         | ausgeschieden | ausgeschieden | 12     |
| Tatiana Rentería | Klasse bis 76 kg | Z. Sghaier   | 8:4          | E.-A. Dawaanasan | 6:3           | Y. Kagami     | 2:4           | ―                         | ―                         | G. Reasco             | 2:1                   | ausgeschieden | ausgeschieden | Bronze |

#### Griechisch-römischer Stil
Legende: G = Gewonnen, V = Verloren, S = Schultersieg
| Athleten     | Wettbewerb       | Achtelfinale   | Achtelfinale | Viertelfinale | Viertelfinale | Halbfinale    | Halbfinale    | Hoffnungsrunde Halbfinale | Hoffnungsrunde Halbfinale | Hoffnungsrunde Finale | Hoffnungsrunde Finale | Finale        | Finale        | Rang |
| Athleten     | Wettbewerb       | Gegner         | Ergebnis     | Gegner        | Ergebnis      | Gegner        | Ergebnis      | Gegner                    | Ergebnis                  | Gegner                | Ergebnis              | Gegner        | Ergebnis      | Rang |
| ------------ | ---------------- | -------------- | ------------ | ------------- | ------------- | ------------- | ------------- | ------------------------- | ------------------------- | --------------------- | --------------------- | ------------- | ------------- | ---- |
| Männer       |                  |                |              |               |               |               |               |                           |                           |                       |                       |               |               |      |
| Jair Cuero   | Klasse bis 77 kg | D. Schadyrajew | 0:9          | ausgeschieden | ausgeschieden | ausgeschieden | ausgeschieden | A. Machmudow              | 0:9                       | ausgeschieden         | ausgeschieden         | ausgeschieden | ausgeschieden | 15   |
| Carlos Muñoz | Klasse bis 87 kg | A. Mohmadi     | 0:9          | ausgeschieden | ausgeschieden | ausgeschieden | ausgeschieden | A. Kułynycz               | 1:3                       | ausgeschieden         | ausgeschieden         | ausgeschieden | ausgeschieden | 15   |

### Schwimmen
| Athleten       | Wettbewerb   | Vorlauf     | Vorlauf | Halbfinale    | Halbfinale    | Finale        | Finale        | Rang |
| Athleten       | Wettbewerb   | Zeit        | Rang    | Zeit          | Rang          | Zeit          | Rang          | Rang |
| -------------- | ------------ | ----------- | ------- | ------------- | ------------- | ------------- | ------------- | ---- |
| Frauen         |              |             |         |               |               |               |               |      |
| Stefania Gómez | 100 m Brust  | 1:09,16 min | 29      | ausgeschieden | ausgeschieden | ausgeschieden | ausgeschieden | 29   |
| Männer         |              |             |         |               |               |               |               |      |
| Anthony Rincón | 100 m Rücken | 55,42 s     | 37      | ausgeschieden | ausgeschieden | ausgeschieden | ausgeschieden | 37   |

### Segeln
Bei den Panamerikanischen Spielen 2023 konnte ein Startplatz für den Formula Kite Wettbewerb der Männer gewonnen werden.
| Athleten       | Wettbewerb   | Qualifikation | Qualifikation | Medal Race    | Medal Race    | Punkte | Rang |
| Athleten       | Wettbewerb   | Punkte        | Rang          | Punkte        | Rang          | Punkte | Rang |
| -------------- | ------------ | ------------- | ------------- | ------------- | ------------- | ------ | ---- |
| Männer         |              |               |               |               |               |        |      |
| Victor Bolaños | Formula Kite | 80            | 20            | ausgeschieden | ausgeschieden | 80     | 20   |

### Skateboard
Über die olympische Qualifikationsrangliste konnten sich zwei kolumbianische Skateboarder für die Wettbewerbe in Paris qualifizieren.
| Athleten            | Wettbewerb | Qualifikation | Qualifikation | Finale        | Finale        | Rang |
| Athleten            | Wettbewerb | Punkte        | Rang          | Punkte        | Rang          | Rang |
| ------------------- | ---------- | ------------- | ------------- | ------------- | ------------- | ---- |
| Männer              |            |               |               |               |               |      |
| Jhancarlos González | Street     | 48,09         | 22            | ausgeschieden | ausgeschieden | 22   |

### Tennis
Über die WTA-Rangliste qualifizierte sich Camila Osorio für das Einzel der Frauen.
| Athleten      | Wettbewerb | 1. Runde     | 1. Runde | 2. Runde      | 2. Runde  | Achtelfinale | Achtelfinale  | Viertelfinale | Viertelfinale | Halbfinale    | Halbfinale    | Finale / Platz 3 | Finale / Platz 3 | Rang |
| Athleten      | Wettbewerb | Gegner       | Ergebnis | Gegner        | Ergebnis  | Gegner       | Ergebnis      | Gegner        | Ergebnis      | Gegner        | Ergebnis      | Gegner           | Ergebnis         | Rang |
| ------------- | ---------- | ------------ | -------- | ------------- | --------- | ------------ | ------------- | ------------- | ------------- | ------------- | ------------- | ---------------- | ---------------- | ---- |
| Frauen        |            |              |          |               |           |              |               |               |               |               |               |                  |                  |      |
| Camila Osorio | Einzel     | J. Ostapenko | 6:4, 6:3 | D. Jastremska | 7:64, 6:4 | D. Collins   | 0:6, 6:4, 3:6 | ausgeschieden | ausgeschieden | ausgeschieden | ausgeschieden | ausgeschieden    | ausgeschieden    | 9    |

### Triathlon
Über die Einzel-Qualifikationsrangliste erhielt Kolumbien einen Startplatz für den Wettbewerb der Frauen.
| Athleten           | Wettbewerb | Zeit      | Rang |
| ------------------ | ---------- | --------- | ---- |
| Frauen             |            |           |      |
| Carolina Velásquez | Einzel     | 2:02:13 h | 37   |

### Turnen
Über die Panamerikanischen Spiele 2023 erhielt Luisa Blanco einen Startplatz bei den Frauen. Zudem qualifizierte sich Ángel Barajas über die Weltcupwertung am Barren für die Olympischen Spiele. Über die Weltcupserie im Trampolinturnen erhielt Kolumbien ebenfalls einen Startplatz für den Wettbewerb der Männer.

#### Gerätturnen
| Athleten      | Wettbewerb       | Qualifikation | Qualifikation | Finale        | Finale        | Rang          |
| Athleten      | Wettbewerb       | Punkte        | Rang          | Punkte        | Rang          | Rang          |
| ------------- | ---------------- | ------------- | ------------- | ------------- | ------------- | ------------- |
| Frauen        |                  |               |               |               |               |               |
| Luisa Blanco  | Boden            | 12,633        | 42            | ausgeschieden | ausgeschieden | ausgeschieden |
| Luisa Blanco  | Schwebebalken    | 12,766        | 42            | ausgeschieden | ausgeschieden | ausgeschieden |
| Luisa Blanco  | Stufenbarren     | 12,833        | 48            | ausgeschieden | ausgeschieden | ausgeschieden |
| Luisa Blanco  | Mehrkampf Einzel | 51,698        | 30            | 50,199        | 23            | 23            |
| Männer        |                  |               |               |               |               |               |
| Ángel Barajas | Barren           | 14,700        | 14            | ausgeschieden | ausgeschieden | ausgeschieden |
| Ángel Barajas | Reck             | 14,466        | 6             | 14,533        | 2             | Silber        |

#### Trampolinturnen
| Athleten        | Wettbewerb | Qualifikation | Qualifikation | Finale | Finale | Rang |
| Athleten        | Wettbewerb | Punkte        | Rang          | Punkte | Rang   | Rang |
| --------------- | ---------- | ------------- | ------------- | ------ | ------ | ---- |
| Männer          |            |               |               |        |        |      |
| Ángel Hernández | Einzel     | 58,640        | 8             | 53,150 | 7      | 7    |

### Wasserspringen
Über die Weltmeisterschaften 2023 und 2024 erhielt Kolumbien insgesamt drei Quotenplätze.
| Athleten          | Wettbewerb        | Vorkampf | Vorkampf | Halbfinale    | Halbfinale    | Finale        | Finale        | Rang |
| Athleten          | Wettbewerb        | Punkte   | Rang     | Punkte        | Rang          | Punkte        | Rang          | Rang |
| ----------------- | ----------------- | -------- | -------- | ------------- | ------------- | ------------- | ------------- | ---- |
| Männer            |                   |          |          |               |               |               |               |      |
| Luis Uribe        | Kunstspringen 3 m | 375,90   | 17       | 423,80        | 10            | 421,85        | 6             | 6    |
| Daniel Restrepo   | Kunstspringen 3 m | 361,10   | 20       | ausgeschieden | ausgeschieden | ausgeschieden | ausgeschieden | 20   |
| Alejandro Solarte | Turmspringen 10 m | 363,10   | 20       | ausgeschieden | ausgeschieden | ausgeschieden | ausgeschieden | 20   |